# Нови Брачин
Нови Брачин је насеље у Србији у општини Ражањ у Нишавском округу. Према попису из 2022. било је 444 становника (према попису из 1991. било је 696 становника). Ово село је било познато још у Римско доба као Praesidium Dasmini.
Кроз село протиче Јовановачка река која је име добила по центру овог села Јовановац(некада Шупељак)(добио име по Јобану Обреновићу који је овде имао викендицу). Село има два вашара, први 4. августа, други 11. и 12. септембра. Такође има и осмогодишњу школу Вук Караџић (некада Јован Јовановић Змај), пошту, амбуланту, базен и осветљене терене за мали фудбал. Селом доминирају фамилије Живановић, Васић, Михајловић, Тодосијевић, Шајкић, Голубовић, Мирковић и друге.

## Демографија
У насељу Нови Брачин живи 471 пунолетни становник, а просечна старост становништва износи 45,7 година (45,3 код мушкараца и 46,1 код жена). У насељу има 176 домаћинстава, а просечан број чланова по домаћинству је 3,23.
Ово насеље је великим делом насељено Србима (према попису из 2011. године), а у последња три пописа, примећен је пад у броју становника.
|  |

| Демографија | Демографија | Демографија |
| Година      | Становника  | Становника  |
| ----------- | ----------- | ----------- |
| 1948.       | 788         |             |
| 1953.       | 812         |             |
| 1961.       | 846         |             |
| 1971.       | 771         |             |
| 1981.       | 709         |             |
| 1991.       | 696         | 664         |
| 2002.       |             | 610         |
| 2011.       | 511         |             |

| Година пописа     | 1948. | 1953. | 1961. | 1971. | 1981. | 1991. | 2002. |
| ----------------- | ----- | ----- | ----- | ----- | ----- | ----- | ----- |
| Број домаћинстава | 159   | 161   | 186   | 191   | 195   | 192   | 176   |

| Број чланова      | 1  | 2  | 3  | 4  | 5  | 6  | 7  | 8 | 9 | 10 и више | Просек |
| ----------------- | -- | -- | -- | -- | -- | -- | -- | - | - | --------- | ------ |
| Број домаћинстава | 48 | 35 | 22 | 19 | 21 | 16 | 13 | 2 | 0 | 0         | 3,23   |

| Пол    | Укупно | Неожењен/Неудата | Ожењен/Удата | Удовац/Удовица | Разведен/Разведена | Непознато |
| ------ | ------ | ---------------- | ------------ | -------------- | ------------------ | --------- |
| Мушки  | 246    | 48               | 158          | 33             | 7                  | 0         |
| Женски | 248    | 38               | 155          | 49             | 6                  | 0         |
| УКУПНО | 494    | 86               | 313          | 82             | 13                 | 0         |

| Пол    | Укупно                    | Пољопривреда, лов и шумарство | Рибарство                            | Вађење руде и камена | Прерађивачка индустрија       |
| ------ | ------------------------- | ----------------------------- | ------------------------------------ | -------------------- | ----------------------------- |
| Мушки  | 142                       | 79                            | 0                                    | 1                    | 16                            |
| Женски | 101                       | 76                            | 0                                    | 0                    | 6                             |
| УКУПНО | 243                       | 155                           | 0                                    | 1                    | 22                            |
| Пол    | Производња и снабдевање   | Грађевинарство                | Трговина                             | Хотели и ресторани   | Саобраћај, складиштење и везе |
| Мушки  | 0                         | 12                            | 10                                   | 4                    | 4                             |
| Женски | 0                         | 0                             | 6                                    | 1                    | 1                             |
| УКУПНО | 0                         | 12                            | 16                                   | 5                    | 5                             |
| Пол    | Финансијско посредовање   | Некретнине                    | Државна управа и одбрана             | Образовање           | Здравствени и социјални рад   |
| Мушки  | 0                         | 1                             | 7                                    | 5                    | 2                             |
| Женски | 1                         | 0                             | 1                                    | 5                    | 3                             |
| УКУПНО | 1                         | 1                             | 8                                    | 10                   | 5                             |
| Пол    | Остале услужне активности | Приватна домаћинства          | Екстериторијалне организације и тела | Непознато            | Непознато                     |
| Мушки  | 0                         | 0                             | 0                                    | 1                    | 1                             |
| Женски | 0                         | 0                             | 0                                    | 1                    | 1                             |
| УКУПНО | 0                         | 0                             | 0                                    | 2                    | 2                             |